# Saint-Germain-de-la-Coudre
Saint-Germain-de-la-Coudre là một xã trong tỉnh Orne, vùng Normandie tây bắc nước Pháp. Xã Saint-Germain-de-la-Coudre nằm ở khu vực có độ cao trung bình 104 mét trên mực nước biển.